# Walter Becker
Walter Carl Becker, född 20 februari 1950 i Queens i New York, död 3 september 2017 i New York City, var en amerikansk musiker, låtskrivare och musikproducent. Han är mest känd som gitarrist i bandet Steely Dan.

## Biografi
Becker blev god vän med Donald Fagen då de båda gick på college i New York i slutet av 1960-talet. De båda var en kort tid med i popgruppen Jay and the Americans, innan de blev låtskrivare på skivbolaget ABC i Los Angeles i början av 1970-talet. Dessförinnan hade de skrivit ett antal låtar i Brill Building i New York. Sommaren 1972 bildade Becker tillsammans med Fagen och andra musiker jazzrockgruppen Steely Dan med vilken de hade stora framgångar fram till 1980. 
1981 avbröt Becker och Fagen sitt samarbete, dock inte på grund av osämja. Därefter flyttade Becker till Hawaii och etablerade sig som producent åt flera artister, däribland China Crisis och Rickie Lee Jones. Han producerade även Fagens två första soloskivor, men debuterade själv som soloartist först 1994. Under 1990- och 2000-talet har han åter arbetat med Fagen i Steely Dan.
Walter Becker avled av matstrupscancer i sitt hem på Manhattan hösten 2017, vid  67 års ålder.

## Diskografi
Solo
- 1994 – 11 Tracks of Whack
- 2008 – Circus Money
- 2008 – Somebody's Saturday Night EP
- 2009 – Circus Money Hammerhead Remix
- 2009 – "Downtown Canon" (singel)